# 赤ちゃん恐竜 ドゥーリー
『赤ちゃん恐竜 ドゥーリー』 (아기공룡 둘리) は、キム・スジョンによる韓国の漫画作品、およびそれを原作としたアニメ作品である。

## 漫画作品
1983年（昭和58年）から1993年（平成5年）まで韓国の漫画雑誌である『宝島』（보물섬）に連載。

## テレビシリーズ第1作目
1987年（昭和62年）10月7日放送、KBS1TVで放送。全6話。

### スタッフ
- 原作 - キム・スジョン
- 監督 - オ・フンソン、シン・ドンホン、イ・ヨンス、ソン・ジョンニュル
- 脚本 - パク・リミ
- 人物設定 - オ・フンソン
- 美術設定 - ハン・ソングン
- 作・編曲 - キム・ドンソン
- 音楽効果 - ハン・ムンヒ
- 音楽監督 - キム・ドヒャン
- テレシネ - チェ・ヨンギュン
- 企画・指揮 - チョ・ボンナム
- アニメーション制作協力 - エイコムプロダクション（第1話 - 第2話）、シン・ドンホンプロダクション（第3話）、三英アニメーション（第4話）、ハンホ興業（第5話 - 第6話）
- 製作 - KBS

### 放映リスト
| 回  | タイトル           | タイトル             | 放送日                  |
| 回  | 原題               | 翻訳                 | 放送日                  |
| --- | ------------------ | -------------------- | ----------------------- |
| 1話 | 둘리의 탄생        | ドゥーリーの誕生     | 1987年10月7日 (KBS 1TV) |
| 2話 | 대공원 소동        | 大公園騒動           | 1987年10月7日 (KBS 1TV) |
| 3話 | 내 친구들          | 私の友達             | 1987年10月7日 (KBS 1TV) |
| 4話 | 형아! 가지마       | お兄さん！行かないで | 1987年10月7日 (KBS 1TV) |
| 5話 | 과거로의 여행 (상) | 過去への旅行(上)     | 1987年10月7日 (KBS 1TV) |
| 6話 | 과거로의 여행 (하) | 過去への旅行(下)     | 1987年10月7日 (KBS 1TV) |

## テレビシリーズ第2作目
1988年（昭和63年）5月5日放送、KBS1TVで放送。全7話。

### スタッフ
- 原作 - キム・スジョン
- 監督 - ソン・ジョンニュル
- 作・編曲 - キム・ドンソン
- 音響効果 - ハン・ムンヒ
- 音楽監督 - キム・ドヒャン
- テレシネ - チェ・ヨンギュン
- 企画・指揮 - チョ・ボンナム
- アニメーション制作協力 - ハンホ興業
- 製作 - KBS

### 放映リスト
| 回  | タイトル                | タイトル               | 放送日                 |
| 回  | 原題                    | 翻訳                   | 放送日                 |
| --- | ----------------------- | ---------------------- | ---------------------- |
| 1話 | 둘리의 분노             | ドゥーリーの怒り       | 1988年5月5日 (KBS 1TV) |
| 2話 | 마이콜 등장             | マイコル登場           | 1988年5月5日 (KBS 1TV) |
| 3話 | 또치의 탈출             | トッチの脱出           | 1988年5月5日 (KBS 1TV) |
| 4話 | 이상한 램프             | 変なランプ             | 1988年5月5日 (KBS 1TV) |
| 5話 | 둘리 소인국             | ドゥーリー小人国       | 1988年5月5日 (KBS 1TV) |
| 6話 | 꼴뚜기 별의 왕자님 (상) | イイダコ星の王子様(上) | 1988年5月5日 (KBS 1TV) |
| 7話 | 꼴뚜기 별의 왕자님 (하) | イイダコ星の王子様(下) | 1988年5月5日 (KBS 1TV) |

## OVAシリーズ
『ドゥーリーのリュックサック旅行』(朝鮮語: 둘리의 배낭여행) というタイトルで、1995年（平成7年）10月より発売開始。児童への英語教育アニメ。全7話。

## 劇場映画
『赤ちゃん恐竜ドゥーリー 氷星大冒険』(朝鮮語: 아기공룡 둘리 얼음별 대모험) というタイトルで、1996年7月26日に公開された。

## テレビシリーズ第3作目
2009年（平成21年）1月8日より、SBSで放送。全26話。
「氷星大冒険」に引き続きキム・スジョン自ら総監督を勤める。

### スタッフ
- 原作・総監督・脚本 - キム・スジョン
- 絵コンテ演出監督 - キム・ビョンガプ（SFスタジオ）
- キャラクターデザイン - シン・ヨンスク（SFスタジオ）
- 美術監督 - オ・ドンウク（SFスタジオ）
- サウンドスーパーバイザー - パク・ジウォン（プロワークス）
- 録音演出 - キム・ジョンホ（プロワークス）
- 制作総括 - キム・ヨンドゥ（同友アニメーション）
- プリプロダクションプロデューサー - キム・ソング（SFスタジオ）
- 制作プロデューサー - ホン・ジェミナ（同友アニメーション）、ハン・ヒチャン
- プロデューサー補 - ユ・ジョンジン、チョ・ソンギョン
- プロデューサー - クォン・ヨンスク、ソン・ハムク
- アニメーション制作 - 同友アニメーション、SFスタジオ
- 製作 - SBS、ドゥーリーの国、SBSプロダクション、オンメディア、トゥーニバース

## あらすじ
恐竜の時代、ドゥーリーは毎日楽しく過ごしていた。ところがある日突然、エイリアンが現れ、ドゥーリーはUFOに連れ去られ、現代にタイムスリップしてしまう。暫くして、ドゥーリーは川にいることに気付いた。そこにコ家の妹がドゥーリーを見つけ、コ家の一員となった。こうして、ドゥーリー達との生活が始まったのであった。

## 主な登場キャラクター
ドゥーリー(둘리)
このアニメの主人公。恐竜時代からタイムスリップした。わんぱく盛りな緑色の恐竜の赤ん坊で、いつも周囲の者を困らせることをし、悪戯をしてコ家の父親キルドンに発見されては、いつも拳骨を食らわされる。だがヒドンの面倒を見たり、慰める等、心の優しい面もある。また、魔法を使える。「ホイッ!」という掛け声でおまじないをかける。『タイムコスモス』の回でタイムコスモスで恐竜時代にタイムスリップし、家族と再会。第3シリーズの『嘘つき』の回で、シャンプーアレルギーをもっていることが判明する（本人は癌だと思っていた）。
コ・キルドン(고길동)
コ家の父親で大黒柱である。ドゥーリーに対しては最悪な関係で、ドゥーリーの悪戯にいつもイライラしている。母親と、兄のチョルス、妹のヨンギ、そして引き取られたヒドンがいる。
コ・チョルス(철수)
コ家の長男。
コ・ヨンギ(영희)
コ・チョルスの妹で、ドゥーリーを見つけ、家に預け、彼とともに暮らし始めた。
ドーナー(도우너)
ドゥーリーの仲間の一人。金髪でピエロのような赤く丸い鼻をしている。彼はカンタッピアの惑星の王子で、過去と未来や様々な場所を行き来できる「タイムコスモス」というバイオリンに似た宇宙船のような機械を作った。だがのちにヒドンによって壊されてしまう。好奇心旺盛で、ドゥーリー達とよく手を組むが、まれに対立する。
トッチ(또치)
ドゥーリーの仲間の一人であるメスのダチョウ。アメリカのラスベガスのサーカスでアフリカ生まれのダチョウの女王役を演じさせられていたが、サーカスから脱走した。ドゥーリー達とよく手を組むが、ドーナーと同様に、対立することがある。少々自己中心的で内気だがドゥーリーの仲間たちと暮らしていくうちに心の優しい性格もみられるようになった。サーカスで演じさせられたその能力を生かすことができる。乗り物酔いをしやすい体質で、第3シリーズでは『ユニコーン（前編）』の回で、ユニコーンに乗っている最中に嘔吐してしまう。
マイコル(마이콜)
コ家のすぐそばに住んでいる、黒人系のハーフで歌手でもある。ギターの演奏をし、ドゥーリー達とバンドを組んだことがある。マイケル・ジャクソンをモデルにしたキャラクターだという。

### 劇場版キャラクター
バヨキング (바요킹)
映画のヴィラン。自分の力で「氷星」を支配する「宇宙海賊」、独裁者。意外行跡や能力に比べて普通の人の姿をしている。宇宙魚に食べられた後も、戻ってきます、骨だけが残ったまま生きており、激怒して攻撃を続けています。なんとか彼の氷力でみんなを連れ出すことができます。彼がドゥーリーママを殺すことができる前に、ドゥーリーは涙の怒りで氷を壊して、最後に彼の魔法でバヨキングを取り出します、そしてバヨキングは死んで姿を消した。

## その他
主人公・ドゥーリーは、2003年に富川市から同市の名誉市民として住民登録証を発行された。住民登録番号は「830422-1185600」で、原作が雑誌『宝島』に連載開始した1983年4月22日が生年月日とされている。2007年にはソウル特別市道峰区から名誉戸籍簿を発行され、その後道峰区から名誉家族関係登録簿を発行された。
2015年7月よりソウル道峰区雙門洞にドゥーリー・ミュージアムが開館された。